# 放射輸送方程式
放射輸送方程式（ほうしゃゆそうほうていしき、英：Radiative transfer）は、ボルツマン方程式や輸送方程式の一種であり、
光の強度{\displaystyle I({\vec {r}},{\hat {s}},t)}に関する微分方程式である。物質中の電磁波によるエネルギー輸送、つまり放射輸送を記述する。
この方程式はエネルギー保存の法則を考慮することにより現象論的に導出され、次のように書かれる。
{\displaystyle {\frac {1}{c}}{\frac {\partial I({\vec {r}},{\hat {s}},t)}{\partial t}}+{\hat {s}}\cdot \nabla I({\vec {r}},{\hat {s}},t)+\mu _{t}I({\vec {r}},{\hat {s}},t)=\mu _{s}\int _{4\pi }A({\hat {s}}'\cdot {\hat {s}})I({\vec {r}},{\hat {s}}',t)d\Omega '+S({\vec {r}},{\hat {s}},t)}
ここで、
- {\displaystyle c}は物質中の光の速さ
- μt{\displaystyle =}μa+μsは吸収係数と散乱係数の和
- {\displaystyle A({\hat {s}}',{\hat {s}})}は位相関数（{\displaystyle g=\int _{4\pi }({\hat {s}}'\cdot {\hat {s}})A({\hat {s}}'\cdot {\hat {s}})d\Omega }は散乱の異方性の強さを表す）
- {\displaystyle S({\vec {r}},{\hat {s}},t)}は光源

である。